# ZPP (複雜度)
在計算複雜度理論內, ZPP（zero-error probabilistic polynomial time，零錯誤概率多項式時間）是一個與機率圖靈機有關的的複雜度類，並且存在以下特點：
- 這機器永遠會給出正確的"是"或者"否"的答案。
- 這個機器平均運作的時間是多項式時間以內。

換句話說，有一個演算法會在運作時使用一個完美隨機的硬幣，並且永遠回傳正確的答案（這種演算法被稱作拉斯維加斯演算法（Las Vegas algorithm））。對一個輸入大小為n的問題，存在一個多項式p(n)，令平均的運作時間小於p(n)（有可能偶爾會超過）。
另外，ZPP可以定義為一個問題的集合，裡面每個問題都存在一個可以解決此問題的機率圖靈機，且此機器性質如下：
- 運轉時間永遠是多項式時間
- 會回傳YES，NO或者DO NOT KNOW的答案
- 答案如果不是DO NOT KNOW，就會是正確的答案
- 如果問題的正確答案是YES，這機器回傳YES的機率至少是1/2（其他時候回傳DO NOT KNOW）
- 如果問題的正確答案是NO，這機器回傳NO的機率至少是1/2（其他時候回傳DO NOT KNOW）

以上這兩個定義是相等的。
ZPP的定義是基於概率圖靈機。其他基於概率圖靈機的複雜度類包含了BPP和RP。至於BQP (複雜度)這個複雜度類則換成使用了量子電腦這種也是具有隨機性的電腦。

## 以交集定義
ZPP這個複雜度類正好完全相等於RP和Co-RP這兩個類別的交集。這也是一個常用的ZPP的定義。為了展示這個定義，首先得注意同時在'RP和co-RP的每個問題均有個拉斯維加斯演算法，如下：
- 假設我們有一個由RP演算法A和（可能完全不同的）co-RP演算法B辨識的L語言。
- 給一個輸入到L裡面，讓A演算輸入。如果傳回「是」，則答案一定是「是」。而讓B演算輸入，如果傳回「否」，答案必是「否」。如果兩者皆未發生，則重複這一步驟。

注意到只有一部機器會給出錯誤答案，而兩部機器在回答時給出錯誤答案的機率幾乎是50%。

## 與其他複雜度類的關聯
既然ZPP = RP ∩ coRP，ZPP自然包含在RP和coRP裡面。
複雜度類P包含在ZPP裡面，有一些人猜想P = ZPP，換句話說，所有的拉斯維加斯演算法都有一個等同的決定型多項式時間演算法。
如果證明了ZPP = EXPTIME（雖然這猜想幾乎是不可能的）將代表P ≠ ZPP，因為P ≠ EXPTIME（參見時間譜系理論）。